# Mappilaiurani
Mappilaiurani là một thị trấn thống kê (census town) của quận Toothukudi thuộc bang Tamil Nadu, Ấn Độ.

## Nhân khẩu
Theo điều tra dân số năm 2001 của Ấn Độ, Mappilaiurani có dân số 26.802 người. Phái nam chiếm 50% tổng số dân và phái nữ chiếm 50%. Mappilaiurani có tỷ lệ 73% biết đọc biết viết, cao hơn tỷ lệ trung bình toàn quốc là 59,5%: tỷ lệ cho phái nam là 77%, và tỷ lệ cho phái nữ là 69%. Tại Mappilaiurani, 14% dân số nhỏ hơn 6 tuổi.